# Stralendorf
Stralendorf ist eine Gemeinde im Landkreis Ludwigslust-Parchim in Mecklenburg-Vorpommern (Deutschland). Sie ist Sitz des Amtes Stralendorf, dem weitere acht Gemeinden angehören.

## Geografie und Verkehr
Stralendorf liegt etwa zehn Kilometer südwestlich von Schwerin. Die Bundesstraßen 321 und  106 sind in etwa fünf bzw. zehn Kilometern zu erreichen.
Umgeben wird Stralendorf von den Nachbargemeinden Klein Rogahn im Norden, Pampow im Osten, Warsow im Süden, Dümmer und Zülow im Westen sowie Grambow im Nordwesten.

## Geschichte
In Stralendorf wurde 1964 die mit 125 m längste Megalithanlage Mecklenburgs vom Typ Hünenbett ohne Kammer von Ewald Schuldt ausgegraben. Das Großsteingrab von Stralendorf stammt aus der Jungsteinzeit.
Die erste urkundliche Erwähnung geht auf das Jahr 1334 zurück. Aufgrund von Funden und Grabmälern geht man jedoch von einer wesentlich früheren Besiedlung aus. Ein ursprünglich holsteinisches Adelsgeschlecht, welches im Familienwappen drei nach rechts gerichtete Pfeile (=Strale) führte, gründete in einer unbestimmten Zeit nach 1160 den Ort. Claus von Stralendorff wurde um 1230 fürstlicher Rat bei Nicolaus von Werle. Nach dem 14. Jahrhundert war Stralendorf ein Rittergut, welches spätestens ab 1520 in dem Besitz der Herzöge zu Mecklenburg war. Zu leiden hatte die Bevölkerung unter dem Dreißigjährigen Krieg. Durch Brandstiftungen wurden die Kirche, die Schmiede und zwei Bauernhöfe zerstört.
Östlich der Ortslage befindet sich eine ehemalige Hausmülldeponie, die von 1978 bis 1996 betrieben wurde. Nach 1990 entstand ein etwa 15 Hektar großes Gewerbegebiet. Die Stadtflucht aus Schwerin sorgte wie im restlichen Umland für steigende Einwohnerzahlen nach der Wende.

## Politik
Die 2019 gewählte Gemeindevertretung setzt sich wie folgt zusammen:
- Freie Wählergemeinschaft Stralendorf: 6 Sitze
- CDU: 1 Sitz
- Linke: 1 Sitz
- Allianz Bauern und ländlicher Raum: 1 Sitz
- Einzelbewerber Schacht

### Wappen
| Wappen von Stralendorf | Blasonierung: „Gespalten; vorn in Gold drei schräg gestellte rote Pfeile pfahlweise; hinten in Rot eine goldene Rapsblüte über einem goldenen Jagdhorn.“ |
| Wappen von Stralendorf | Wappenbegründung: In dem Hoheitszeichen soll mit der Pfeildarstellung (Pfeil = mnd. Strale), die dem Wappen derer von Stralendorf nachempfunden ist, als redendes Zeichen der Bezug zum Ortsnamen hergestellt werden. Die Rapsblüte steht für die anhaltende Bedeutung der Landwirtschaft und das Jagdhorn für die seit einigen Jahrzehnten gepflegte Tradition der Hubertusjagd. Die Tingierung des Wappens in Gold und Rot erinnert an die Zugehörigkeit Stralendorfs zur einstigen Grafschaft Schwerin. Das Wappen und die Flagge wurde von dem Schweriner Heraldiker Heinz Kippnick gestaltet. Es wurde zusammen mit der Flagge am 3. März 2009 durch das Ministerium des Innern genehmigt und unter der Nr. 321 der Wappenrolle des Landes Mecklenburg-Vorpommern registriert. |

### Flagge

Flagge der Gemeinde Stralendorf

Die Flagge ist gleichmäßig und quer zur Längsachse des Flaggentuchs von Rot und Gelb gestreift. In der Mitte des Flaggentuchs liegt, auf jeweils ein Drittel der Länge des roten und des gelben Streifens übergreifend, das Gemeindewappen. Die Höhe des Flaggentuchs verhält sich zur Länge wie 3:5.

### Dienstsiegel
Das Dienstsiegel zeigt das Gemeindewappen mit der Umschrift „GEMEINDE STRALENDORF • LANDKREIS LUDWIGSLUST-PARCHIM“.

## Sehenswürdigkeiten

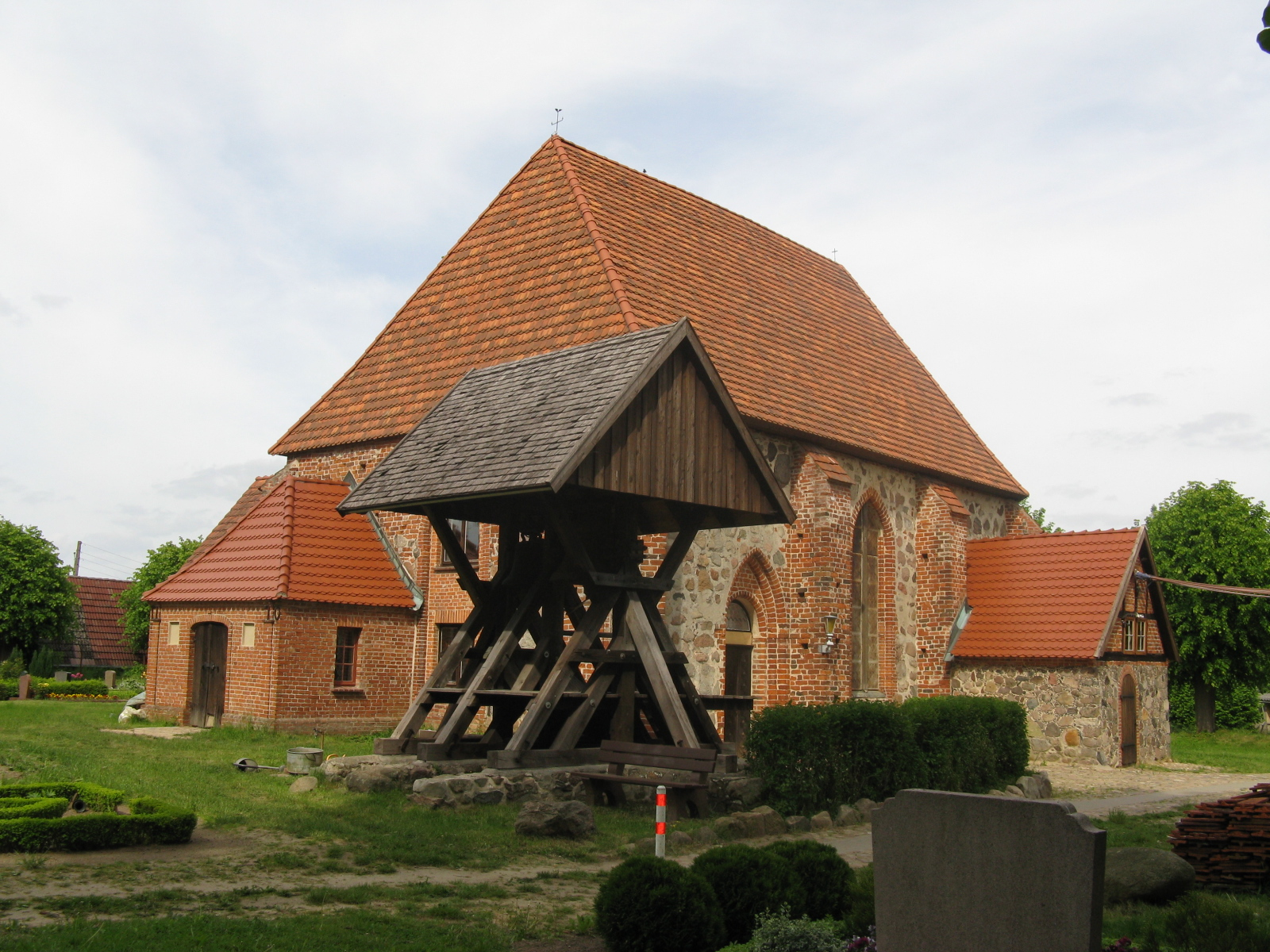
Dorfkirche

- Dorfkirche Stralendorf mit einem Altargemälde von Friedrich Lange (1869 gestiftet von Graf Schack), mit freistehendem Glockenstuhl.
- Zahlreiche niederdeutsche Hallenhäuser und Scheunen.
- Schack-Mausoleum auf dem Friedhof sowie eine Fremdarbeitergrabstätte.